# Кома (роман)
«Кома» (англ. Coma) — науково-фантастичний роман у жанрі медичного трилеру американського лікаря і письменника-фантаста Робіна Кука, присвячений проблемам медичної етики у трансплантології. Це другий роман письменника і перший, що мав значний успіх у читачів, ставши бестселером.(англ.) Дії роману розгортаються у Бостонській Меморіальній лікарні протягом лютого 1976 року.

## Сюжет
Сьюзен Вілер, приваблива 23-річна студентка третього курсу медичного університету, стажується у Меморіальній лікарні Бостона. Сьюзен разом з чотирма іншими студентами — Джорджем, Харві, Джефрі і Полєм — працює у відділеннях хірургії та інтенсивної терапії, де вони роблять виписки про стан здоров'я пацієнтів після лікування. Інструктором та керівником групи студентів є Марк Беллоуз, який проходить резидентуру з хірургії у цій лікарні.

Сьюзен звертає увагу на те, що двоє пацієнтів (Ненсі Грінлі та Шон Берман) загадково впали до коми безпосередньо після виконаних їм операцій. Ці інциденти були пов'язані з ускладненнями, викликаними анестезією. Ненсі Грінлі впала до коми внаслідок гіпоксії мозку під час операції. Аналогічним чином, Шону Берману, молодому чоловікові тридцяти років у гарній фізичній формі, було виконане планове оперативне втручання на колінному суглобі. Незважаючи на успішне проведення операції, до Шона не повернулася свідомість після операції. З точки зору медичної статистики шанс на подібний випадок — один на 100 000, однак у Бостонській Меморіальній лікарні частота таких ускладнень виявилася значно вищою. Сьюзен звертається з цією інформацією до провідних лікарів лікарні, проте наштовхується на стіну неприязні та відверті погрози з їх боку.

Здивована таким ставленням до себе та аномально високою кількістю ком у післяопераційних пацієнтів в одній з найкращих лікарень країни, Сьюзен вирішує прискіпливіше дослідити все, що передувало цим подіям, а також дослідити інших недавніх жертв коми. Сьюзен досліджує лінію подачі кисню до операційної № 8 і виявляє, що вона змінена таким чином, щоб викликати отруєння чадним газом пацієнтів під час операції, в результаті чого настає смерть мозку. Водночас Сьюзен розвиває короткі, але інтимні стосунки з Беллоузом і обговорює з ним одержану інформацію і свої висновки. Розкривши деякі додаткові подробиці і уникаючи чоловіка, найнятого для її вбивства, Сьюзен йде до Інституту Джефферсона.

Інститут Джефферсона займається терапією коматозних пацієнтів, спрямованою на зниження медичних витрат на догляд таких пацієнтів у решті лікарень. Пацієнти з встановленим діагнозом смерті мозку, або «овочі», направляються саме до цього інституту. Тут Сьюзен і знаходить цих пацієнтів у підвішеному до стелі стані, оплутаних дротами і трубками у скляних кімнатах, якими пацієнти-коматозники переміщуються з мінімальною участю людини. Життєдіяльність «зразків» підтримується доти, доки не з'являється запит на їхні органи. Після видалення хірургічним шляхом органу, що виконується без жодної згоди, органи продаються на чорному ринку трансплантології.

Говард Старк, шеф відділу хірургії Бостонської Меморіальної лікарні, виявляється головним антагоністом у романі. Старк заперечує висновки, зроблені Сьюзен, а потім накачує її препаратами з наміром і її увести в коматозний стан під виглядом апендектомії. Зрештою, Беллоузу вдається відключити кисневу лінію під час операції і тим самим запобігти введенню Сьюзен повної дози чадного газу та її отруєнню. Старк заарештований, але доля Сьюзен усе ще залишається під питанням, оскільки Старк діяв не один і організація лишається нерозкритою.

## Проблематика твору
Головна тема і проблема роману — практика «чорної трансплантології». Хворих, які мають купу грошей, але втратили здоров'я та сумління — досить багато. Проте знайти не просто донора, але й максимально біологічно сумісного — велика проблема. Тому за біосумісні органи хворі готові платити величезні гроші. А там де «крутяться» астрономічні суми — там і корупція, і інші злочини.

Роман також висвітлює проблеми, з якими стикається жінка у так званій «чоловічій» сфері медицини — хірургії. Сексизм у стосунках — міжнародна проблема, яка має джерело у системі виховання сучасної людини.

Книга також відображує етапи професійного емоційного вигорання медиків — від студентів, які сповнені ентузіазму і енергії (Сьюзен), через вже тверезого у поглядах на професію резидента (Беллоуз) і, зрештою, до досвідченого лікаря, для якого робота набула смаку рутини (Валтерс), аж до крайніх проявів цього процесу — використання медичного фаху, посади та знань зі злочинною метою (Старк).

## Персонажі
- Сьюзен Вілер — студентка-третьокурсниця медичного університету, головна діюча особа роману. Її завзята наполеглива вдача, почуття відповідальності за пацієнтів, спостережливість дозволили їй самотужки розкрити схему постачання людських органів на трансплантологічний «чорний ринок».
- Джеффрі Файрвізер, Джордж Найлз, Харві Голдберг, Пол Карпін — студенти, що проходять стажування у лікарні разом з Сьюзен Вілер.
- Марк Г. Беллоуз — хірург-резидент Бостонської Меморіальної лікарні, лікар, лише напочатку своєї кар'єри. Є керівником групи студентів. Внаслідок взаємної симпатії зближується з Сьюзен Вілер та рятує її від смерті на операційному столі.
- Говард Старк — начальник відділу хірургії Бостонської Меморіальної лікарні, що керує процесом постачання «тілами» «чорних трансплантологів».
- Інші співробітники Бостонської Меморіальної лікарні, Інституту Джефферсона, мешканці Бостона.

## Екранізації
За романом у 1978 році на кіностудії «Metro-Goldwyn-Mayer» був знятий однойменний художній фільм (режисер Майкл Крайтон). Фільм мав значний успіх у глядачів та критиків (рейтинг IMDb 6,9). У 1979 році фільм був номінований на премію Сатурн у номінації «Краща актриса».(англ.)

Телевізійна версія — двосерійний чотиригодинний міні-серіал «Кома», що демонструвався на каналі A&E 3-4 вересня 2012 року, знятий на основі книги та фільму «Кома» (1978) режисером Майклом Саломоном (продюсери — брати Рідлі і Тоні Скотт). Телефільм оцінений гірше, ніж кіноверсія Майкла Крайтона (рейтинг IMDb 5,8).(англ.)

## Додаткові факти
- Перша книга Робіна Кука («Рік інтернату») не мала успіху ані у читачів, ані у критиків, тому Кук узявся за вивчення книг-бестселерів, намагаючись зрозуміти прийоми зацікавлення читача. Як автор сам згодом казав, «я вивчав, як письменник маніпулює читачем». Кук вважав, що для невідомого письменника гостросюжетні романи з таємницею є кращим шляхом досягнення успіху. На творчість Кука того періоду особливо вплинули фільми «Акула» (1975) режисера Стівена Спілберга, «Сім днів у травні» (1964) режисера Джона Франкенгаймера і романи британського письменника у жанрі трилера Ерика Амблера.[4](англ.)
- Перші видавці, до яких звертався Кук, не оцінили його нову роботу, але у «Little, Brown&Co» роман взяли до друку і погодилися видати письменникові аванс у розмірі 10 000 доларів.[4](англ.)
- Ідея використання чадного газу для введення пацієнтів у коматозний стан є фантастичним припущенням письменника, адже тяжка гіпоксія, викликана утворенням в крові карбоксигемоглобіну, зачіпає не лише мозок, глибокі дистрофічні зміни відбуваються також у інших внутрішніх органах людини, що унеможливлює використання таких органів для трансплантації.